# Дачне (Ленінградська область)
Дачне (рос. Дачное) — селище у Кіровському районі Ленінградської області Російської Федерації.
Населення становить 39 осіб. Належить до муніципального утворення Павловське міське поселення.

## Географія
Населений пункт розташований на східній околиці міста Санкт-Петербурга.

## Історія
Згідно із законом від 29 листопада 2004 року № 100-оз належить до муніципального утворення Павловське міське поселення.

## Населення
| 2007 | 2010 | 2017 |
| ---- | ---- | ---- |
| 33   | ↘24  | ↗39  |